# Valdevacas y Guijar
Valdevacas y Guijar – gmina w Hiszpanii, w prowincji Segowia, w Kastylii i León, o powierzchni 18,17 km². W 2011 roku gmina liczyła 117 mieszkańców.